# Principio de Bernoulli

Esquema del principio de Bernoulli

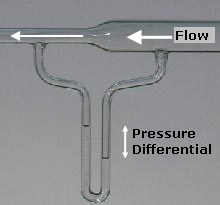
Flujo de aire a través de un medidor de Venturi. La energía cinética aumenta a expensas de la presión del fluido, como lo demuestra la diferencia de altura de las dos columnas de agua.

En dinámica de fluidos, el principio de Bernoulli, también denominado ecuación de Bernoulli, describe el comportamiento de un fluido moviéndose a lo largo de una línea de corriente. Fue expuesto por Daniel Bernoulli en su obra Hidrodinámica (1738) y expresa que en un fluido ideal (sin viscosidad ni rozamiento) en régimen de circulación por un conducto cerrado, la energía que posee el fluido permanece constante a lo largo de su recorrido.: Ch.3 : 156–164, § 3.5  Aunque Bernoulli dedujo que la presión disminuye cuando aumenta la velocidad del flujo, fue Leonhard Euler quien derivó la ecuación de Bernoulli en su forma habitual en 1752. El principio solo es aplicable a los flujos isentrópicos, es decir, cuando los efectos de los procesos irreversibles, como la turbulencia, y los procesos no adiabáticos, como la radiación de calor, son pequeños y pueden despreciarse.

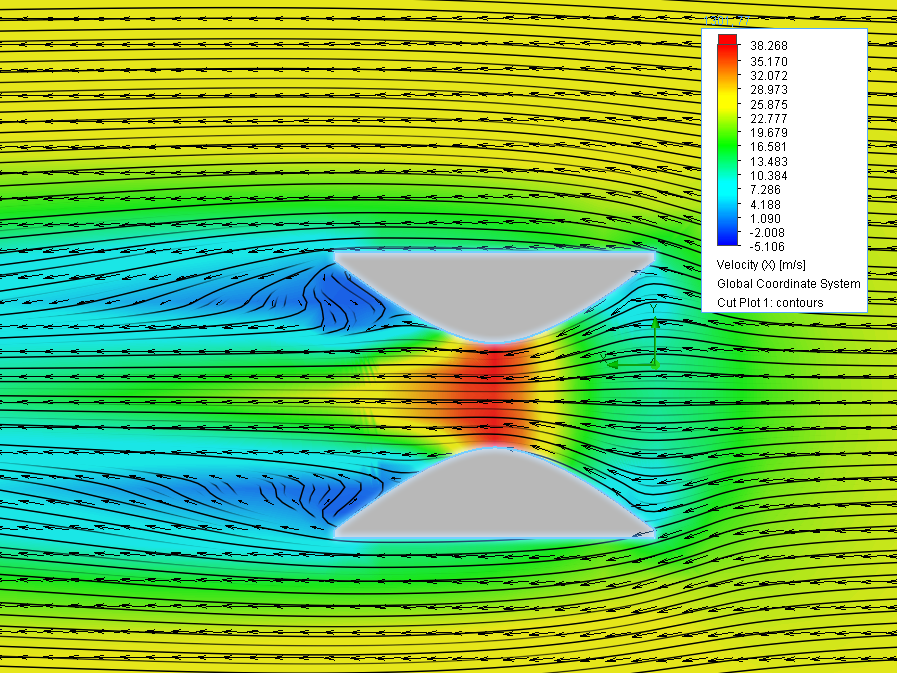
Simulación numérica del efecto, se puede ver como aumenta la velocidad en el centro del conducto, donde la sección es menor.

El principio de Bernoulli se puede aplicar a varios tipos de flujo de fluidos que dan como resultado varias formas de la ecuación de Bernoulli por lo que hay diferentes formas de la ecuación de Bernoulli para diferentes tipos de flujo. La forma simple de la ecuación de Bernoulli es válida para flujos incompresibles, como la mayoría de los flujos de líquidos y gases que se mueven a un bajo número de Mach. Se pueden aplicar formas más avanzadas a flujos compresibles a números de Mach más altos (consulte las derivaciones de la ecuación de Bernoulli).
El principio de Bernoulli puede derivarse del principio de conservación de la energía. Esto indica que, en un flujo constante, la suma de todas las formas de energía en un fluido a lo largo de una línea de flujo es la misma en todos los puntos de esa línea. Esto requiere que la suma de la energía cinética, energía potencial y energía interna permanezca constante.: §  3.5  Por lo tanto, un aumento en la velocidad del fluido, que implica un aumento en su energía cinética, es decir, de la presión dinámica, conlleva una disminución simultánea en la suma de su energía potencial —incluida la presión estática— y energía interna. Si el fluido sale de un depósito, la suma de todas las formas de energía es la misma en todas las líneas de corriente porque en un depósito la energía por unidad de volumen —la suma de la presión y el potencial gravitacional ρ g h— es la misma en todas partes.: Ejemplo 3.5 
El principio de Bernoulli también puede derivarse directamente de la Segunda Ley del Movimiento de Isaac Newton. Si un pequeño volumen de fluido fluye horizontalmente desde una región de alta presión a una región de baja presión, entonces hay más presión detrás que en el frente. Esto le da una fuerza neta al volumen, acelerándolo a lo largo de la línea de corriente.
Las partículas fluidas están sujetas únicamente a la presión y su propio peso. Si un fluido atómico fluye horizontalmente y a lo largo de una sección de una línea de corriente, donde la velocidad aumenta, solo puede ser porque el fluido en esa sección se ha movido desde una región de mayor presión a una región de menor presión; y si su velocidad disminuye, solo puede ser porque se ha movido de una región de presión más baja a una región de presión más alta. En consecuencia, dentro de un fluido que fluye horizontalmente, la velocidad más alta ocurre donde la presión es más baja, y la velocidad más baja ocurre donde la presión es más alta.

## Ecuación de flujo incompresible
En la mayoría de los flujos de líquidos y de gases con un número de Mach bajo, la densidad de una parcela de fluido puede considerarse constante independientemente de las variaciones de presión en el flujo, por lo que se puede considerar que el fluido es incompresible. Estos flujos se denominan flujos incompresibles. Bernoulli realizó sus experimentos con líquidos, por lo que su ecuación en su forma original es válida solo para flujo incompresible. 
La energía de un fluido en cualquier momento consta de tres componentes:
- Cinética: es la energía debida a la velocidad que posea el fluido;
- Potencial o gravitacional: es la energía debido a la altitud que un fluido posea;
- Energía de presión: es la energía que un fluido contiene debido a la presión que posee.

La siguiente ecuación conocida como "ecuación de Bernoulli", consta de estos mismos términos.

{\displaystyle {\frac {V^{2}\rho }{2}}+{P}+{\rho gz}={\text{constante}}}

donde:
- {\displaystyle V} = velocidad del fluido en la sección considerada.
- {\displaystyle \rho } = densidad del fluido.
- {\displaystyle P} = presión a lo largo de la línea de corriente.
- {\displaystyle g} = aceleración gravitatoria.
- {\displaystyle z} = altura en la dirección de la gravedad desde una cota de referencia.

Para aplicar la ecuación se deben realizar los siguientes supuestos:: 265 
- Viscosidad (fricción interna) = 0. Es decir, se considera que la línea de corriente sobre la cual se aplica se encuentra en una zona 'no viscosa' del fluido.
- Caudal constante.
- Flujo incompresible, donde ρ es constante.
- La ecuación se aplica a lo largo de una línea de corriente o en un flujo laminar.

Aunque el nombre de la ecuación se debe a Bernoulli, la forma arriba expuesta fue presentada en primer lugar por Leonhard Euler.
Un ejemplo de aplicación del principio se da en el flujo de agua en tubería.

{\displaystyle \overbrace {V^{2} \over 2g} ^{\mbox{cabezal de velocidad}}+\overbrace {\underbrace {\frac {P}{\gamma }} _{\mbox{cabezal de presión}}+z} ^{\mbox{altura o carga piezométrica}}=\overbrace {H} ^{\mbox{Cabezal o Altura hidráulica}}}

También se puede reescribir este principio en forma de suma de presiones multiplicando toda la ecuación por {\displaystyle \gamma } (peso específico). De esta forma, el término relativo a la velocidad se llamará presión dinámica, y los términos de presión y altura se agruparán en la presión estática.

{\displaystyle \underbrace {\frac {\rho V^{2}}{2}} _{\mbox{presión dinámica}}+\overbrace {P+\gamma z} ^{\mbox{presión estática}}={\text{constante}}}

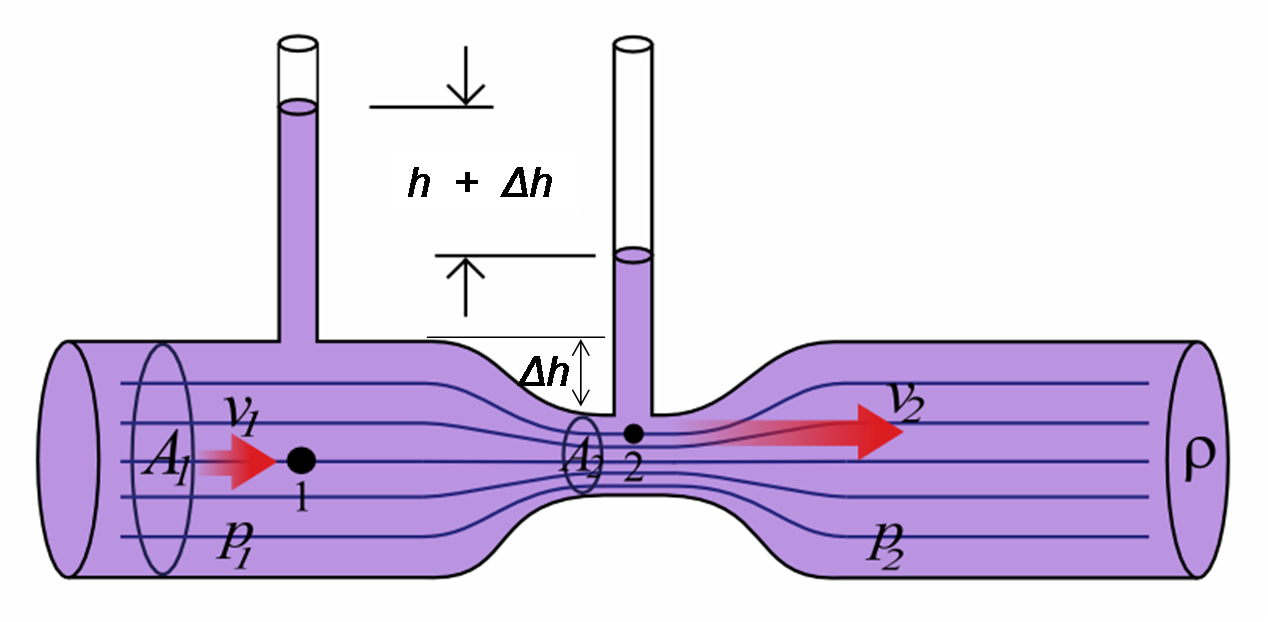
Esquema del efecto Venturi.

o escrita de otra manera más sencilla:

{\displaystyle q+p=p_{0}}

donde:
- {\displaystyle q={\frac {\rho V^{2}}{2}}}
- {\displaystyle p=P+\gamma z}
- {\displaystyle p_{0}} es una constante.

Igualmente podemos escribir la misma ecuación como la suma de la energía cinética, la energía de flujo y la energía potencial gravitatoria por unidad de masa:

{\displaystyle \overbrace {\frac {{V}^{2}}{2}} ^{\mbox{energía cinética}}+\underbrace {\frac {P}{\rho }} _{\mbox{energía de flujo}}+\overbrace {gz} ^{\mbox{energía potencial}}={\text{constante}}}

En una línea de corriente cada tipo de energía puede subir o disminuir en virtud de la disminución o el aumento de las otras dos. Pese a que el principio de Bernoulli puede ser visto como otra forma de la ley de la conservación de la energía realmente se deriva de la conservación de la cantidad de movimiento.
Esta ecuación permite explicar fenómenos como el efecto Venturi, ya que la aceleración de cualquier fluido en un camino equipotencial (con igual energía potencial) implicaría una disminución de la presión. Este efecto explica por qué las cosas ligeras muchas veces tienden a salirse de un automóvil en movimiento cuando se abren las ventanas. La presión del aire es menor fuera debido a que está en movimiento respecto a aquel que se encuentra dentro, donde la presión es necesariamente mayor. De forma, aparentemente, contradictoria, el aire entra al vehículo; pero esto ocurre por fenómenos de turbulencia y capa límite.

### Forma simplificada
En muchas aplicaciones de la ecuación de Bernoulli, el cambio en el término ρgz a lo largo de la línea de flujo es tan pequeño en comparación con los otros términos que se puede ignorar. Por ejemplo, en el caso de una aeronave en vuelo, el cambio en la altura z a lo largo de una línea de flujo es tan pequeño que se puede omitir el término ρgz. Esto permite que la ecuación anterior se presente en la siguiente forma simplificada:
{\displaystyle p+q=p_{0}}
donde: 
- p0 es la «presión total», y
- q es «presión dinámica».[11]

Muchos autores se refieren a la presión p como presión estática para distinguirla de la presión total p0 y la presión dinámica q. En Aerodynamics, L.J. Clancy escribe:

Para distinguirlo de las presiones totales y dinámicas, la presión real del fluido, que está asociada no con su movimiento sino con su estado, a menudo se denomina presión estática, pero cuando se usa el término presión solamente, se refiere a esta presión estática.: § 3.5 

La forma simplificada de la ecuación de Bernoulli se puede resumir en la siguiente ecuación de palabras memorables:: § 3.5 
presión estática + presión dinámica = presión total
Cada punto en un fluido que fluye constantemente, independientemente de la velocidad del fluido en ese punto, tiene su propia presión estática única p y presión dinámica q. Su suma p + q se define como la presión total p0. La importancia del principio de Bernoulli ahora se puede resumir como «la presión total es constante a lo largo de una línea de corriente».
Si el flujo de fluido es irrotacional, la presión total en cada línea de flujo es la misma y el principio de Bernoulli se puede resumir como «la presión total es constante en todas partes en el flujo de fluido».: Equation 3.12  Es razonable suponer que existe un flujo irrotacional en cualquier situación en la que un cuerpo grande de líquido fluye a través de un cuerpo sólido. Algunos ejemplos son aviones en vuelo y barcos que se mueven en cuerpos abiertos de agua. Sin embargo, es importante recordar que el principio de Bernoulli no se aplica en la capa límite o en el flujo de fluido a través de tuberías largas.
Si el flujo de fluido en algún punto a lo largo de una línea de corriente se detiene, este punto se llama punto de estancamiento y, en este punto, la presión total es igual a la presión de estancamiento o «presión de remanso».

### Aplicabilidad de la ecuación de flujo incompresible al flujo de gases
La ecuación de Bernoulli es a veces válida para el flujo de gases: siempre que no haya transferencia de energía cinética o potencial del flujo de gas a la compresión o expansión del gas. Si tanto la presión del gas como el volumen cambian simultáneamente, entonces el trabajo se hará en o por el gas. En este caso, la ecuación de Bernoulli -en su forma de flujo incompresible- no puede ser asumida como válida. Sin embargo, si el proceso gaseoso es completamente isobárico, o isocórico, entonces no se realiza ningún trabajo sobre o por el gas, (de modo que el simple balance energético no se altera). Según la ley del gas, un proceso isobárico o isocórico es normalmente la única manera de asegurar una densidad constante en un gas. También la densidad del gas será proporcional a la relación de presión y temperatura absoluta temperatura, sin embargo esta relación variará con la compresión o expansión, sin importar la cantidad de calor que no sea cero que se agregue o se elimine. La única excepción es si la transferencia de calor neta es cero, como en un ciclo termodinámico completo, o en un ciclo isoentrópico individual, sin fricción y adiabático, e incluso entonces este proceso reversible debe ser invertido, para restaurar el gas a la presión original y al volumen específico, y por lo tanto a la densidad. Sólo entonces es aplicable la ecuación original de Bernoulli, no modificada. En este caso, la ecuación puede utilizarse si la velocidad de flujo del gas está suficientemente por debajo de velocidad del sonido, de modo que la variación en la densidad del gas (debido a este efecto) a lo largo de cada línea de corriente puede ser ignorada. El flujo adiabático a Mach < 0.3 se considera generalmente como suficientemente lento.

### Flujo de potencial inestable
La ecuación de Bernoulli para el flujo de potencial inestable se usa en la teoría de las ondas superficiales del océano y en la acústica.
Para un flujo irrotacional, la velocidad de flujo se puede describir como el gradiente ∇φ de un potencial de velocidad φ. En ese caso, y para una densidad constante ρ, las derivadas de las ecuaciones de Euler se pueden integrar en:: 383 
{\displaystyle {\cfrac {\partial \varphi }{\partial t}}+{\cfrac {1}{2}}v^{2}+{\cfrac {p}{\rho }}+gz=f(t)}
que es una ecuación de Bernoulli válida también para flujos inestables (o dependientes del tiempo). Aquí 
- ∂φ∂t denota la derivada parcial del potencial de velocidad φ con respecto al tiempo t, y
- v = ∇φ es la velocidad de flujo.
- La función f(t) depende solo del tiempo y no de la posición en el fluido.

Como resultado, la ecuación de Bernoulli en algún momento t no solo se aplica a lo largo de una cierta línea de corriente, sino en todo el dominio fluido. Esto también es válido para el caso especial de un flujo irrotacional constante, en cuyo caso f y ∂φ/∂t son constantes, por lo que la «ecuación (A)» se puede aplicar en cada punto del dominio del fluido.: 383 
Además f(t) se puede hacer igual a cero incorporándolo en el potencial de velocidad utilizando la transformación
{\displaystyle \Phi =\varphi -\int _{t_{0}}^{t}f(\tau )\,\mathrm {d} \tau }
resultando:
{\displaystyle {\cfrac {\partial \Phi }{\partial t}}+{\cfrac {1}{2}}v^{2}+{\cfrac {p}{\rho }}+gz=0}
Ha de tenerse en cuenta que la relación del potencial con la velocidad de flujo no se ve afectada por esta transformación: ∇ Φ = ∇ φ.
La ecuación de Bernoulli para el flujo potencial inestable también parece desempeñar un papel central en el principio variacional de Luke , una descripción variacional de los flujos de superficie libre utilizando el lagrangiano, que no debe confundirse con las coordenadas lagrangianas.

## Ecuación de Bernoulli con fricción y trabajo externo
La ecuación de Bernoulli es aplicable a fluidos no viscosos, incompresibles en los que no existe aportación de trabajo exterior, por ejemplo mediante una bomba, ni extracción de trabajo exterior, por ejemplo mediante una turbina. De todas formas, a partir de la conservación de la Cantidad de movimiento para fluidos incompresibles se puede escribir una forma más general que tiene en cuenta fricción y trabajo:

{\displaystyle {\frac {{V_{1}}^{2}}{2g}}+{\frac {P_{1}}{\gamma }}+z_{1}+{\frac {W}{\gamma }}=h_{f}+{\frac {{V_{2}}^{2}}{2g}}+{\frac {P_{2}}{\gamma }}+z_{2}}

donde:
- {\displaystyle \gamma } es el peso específico ({\displaystyle \gamma =\rho g}). Este valor permanece constante a través del recorrido al ser un fluido incompresible.
- {\displaystyle W} es la diferencia entre el trabajo externo que se le suministra (+) o extrae al fluido (-) por unidad de caudal másico a través del recorrido del fluido.
- {\displaystyle h_{f}} es la disipación por fricción a través del recorrido del fluido.
- Los subíndices {\displaystyle 1} y {\displaystyle 2} indican si los valores están dados para el comienzo —{\displaystyle 1}— o el final —{\displaystyle 2}— del volumen de control, respectivamente.
- g es la aceleración de la gravedad = 9,81 m/s2.

## Ecuación de flujo compresible
Bernoulli desarrolló su principio a partir de sus observaciones sobre líquidos, y su ecuación es aplicable solo a fluidos incompresibles y fluidos compresibles constantes hasta aproximadamente el número de Mach 0.3. Es posible utilizar los principios fundamentales de la física para desarrollar ecuaciones similares aplicables a los fluidos compresibles. Existen numerosas ecuaciones, cada una diseñada para una aplicación particular, pero todas son análogas a la ecuación de Bernoulli y todas se basan únicamente en los principios fundamentales de la física, como las leyes del movimiento de Newton o la primera ley de la termodinámica.

### Flujo compresible en dinámica de fluidos
Para un fluido compresible, con una ecuación de estado barotrópica y bajo la acción de fuerzas conservadoras:
{\displaystyle {\frac {v^{2}}{2}}+\int _{p_{1}}^{p}{\frac {\mathrm {d} {\tilde {p}}}{\rho \left({\tilde {p}}\right)}}+\Psi ={\text{constante (a lo largo de una línea de corriente)}}}
donde
- p es la presión
- ρ es la densidad y {\displaystyle \rho ({\tilde {p}})} indica que es una función de la presión.
- v es la velocidad de flujo
- Ψ es el potencial asociado con el campo de fuerza conservador, a menudo el potencial gravitatorio.

En situaciones de ingeniería, las elevaciones son generalmente pequeñas en comparación con el tamaño de la Tierra, y las escalas de tiempo del flujo de fluido son lo suficientemente pequeñas como para considerar la ecuación de estado como adiabática . En este caso, la ecuación anterior para un gas ideal se convierte en:: § 3.11 
{\displaystyle {\frac {v^{2}}{2}}+gz+\left({\frac {\gamma }{\gamma -1}}\right){\frac {p}{\rho }}={\text{constante (a lo largo de una línea de corriente)}}}
donde, además de los términos mencionados anteriormente::
- γ es la relación de los calores específicos del fluido
- g es la aceleración debida a la gravedad
- z es la elevación del punto sobre un plano de referencia

En muchas aplicaciones del flujo compresible, los cambios en la elevación son insignificantes en comparación con los otros términos, por lo que el término gz se puede omitir y queda una forma muy útil de la ecuación:
{\displaystyle {\frac {v^{2}}{2}}+\left({\frac {\gamma }{\gamma -1}}\right){\frac {p}{\rho }}=\left({\frac {\gamma }{\gamma -1}}\right){\frac {p_{0}}{\rho _{0}}}}
donde:
- p0 es la presión de estancamiento o presión de remanso; también presión inicial
- ρ0 es la densidad inicial del proceso

### Flujo compresible en termodinámica
La forma más general de la ecuación, adecuada para uso en termodinámica en caso de flujo (casi) constante, es:: § 3.5 : § 5 : § 5.9 
{\displaystyle {\frac {v^{2}}{2}}+\Psi +w={\text{constant}}.}
Aquí w es la entalpía por unidad de masa, también conocida como entalpía específica, que a menudo también se escribe como w; que no debe confundirse con la "altura").
Tenga en cuenta que w = ε + pρ
donde ε es la energía termodinámica por unidad de masa, también conocida como energía interna específica. Por lo tanto, para la energía interna constante ε la ecuación se reduce a la forma de flujo incompresible.
La constante en el lado derecho a menudo se llama constante de Bernoulli y se denota como b. Para un flujo adiabático inviscido constante sin fuentes adicionales o sumideros de energía, b es constante a lo largo de cualquier línea de corriente dada. De manera más general, cuando b puede variar a lo largo de líneas de flujo, todavía demuestra un parámetro útil, relacionado con la "cabeza" del fluido, tal y como se muestra más abajo.
Cuando se puede ignorar el cambio en Ψ, es decir, que permanece constante, una forma muy útil de esta ecuación es:
{\displaystyle {\frac {v^{2}}{2}}+w=w_{0}}
donde w0 es entalpía total. Para un gas calóricamente perfecto, como un gas ideal, la entalpía es directamente proporcional a la temperatura, y esto lleva al concepto de temperatura total o de estancamiento.
Cuando hay ondas de choque, en un marco de referencia en el que el choque es estacionario y el flujo es constante, muchos de los parámetros en la ecuación de Bernoulli sufren cambios abruptos en el paso a través del choque. El parámetro de Bernoulli, sin embargo, no se ve afectado. Una excepción a esta regla son los choques radiantes, que violan los supuestos que conducen a la ecuación de Bernoulli, es decir, la falta de sumideros o fuentes de energía adicionales.

## Derivaciones de la ecuación de Bernoulli
| Ecuación de Bernoulli para fluidos incompresibles. |
| --- |
| La ecuación de Bernoulli para fluidos incompresibles se puede derivar ya sea integrando la segunda ley de Newton o aplicando la ley de conservación de energía entre dos secciones a lo largo de una línea de corriente, ignorando la viscosidad, la compresibilidad y los efectos térmicos. Derivación a través de la integración de la Segunda Ley del Movimiento de Newton La derivación más simple es ignorar primero la gravedad y considerar constricciones y expansiones en tuberías que, de lo contrario, son rectas, como se ve en el efecto Venturi. Deje que el eje x se dirija hacia abajo del eje de la tubería. Defina una parcela de fluido que se mueve a través de una tubería con un área de sección transversal A, la longitud de la parcela es dx, y el volumen de la parcela A dx. Si la densidad es ρ, la masa de la parcela es la densidad multiplicada por su volumen m = ρA dx. El cambio en la presión sobre la distancia dx es dp y la velocidad de flujo v = dxdt. Aplicando la segunda ley de movimiento de Newton, (force = masa × aceleración, se observa que la fuerza efectiva en la parcela de fluido es −A dp. Si la presión disminuye a lo largo de la longitud de la tubería, dp es negativa, pero la fuerza que resulta en el flujo es positiva a lo largo del eje x. {\displaystyle {\begin{aligned}m{\frac {\mathrm {d} v}{\mathrm {d} t}}&=F\\\rho A\mathrm {d} x{\frac {\mathrm {d} v}{\mathrm {d} t}}&=-A\mathrm {d} p\\\rho {\frac {\mathrm {d} v}{\mathrm {d} t}}&=-{\frac {\mathrm {d} p}{\mathrm {d} x}}\end{aligned}}} En flujo constante, el campo de velocidad es constante con respecto al tiempo, v = v(x) = v(x(t)) , por lo que v en sí no es directamente una función del tiempo t. Solo cuando la parcela se mueve a través de x, el área de la sección transversal cambia: v depende de t solo a través de la posición de la sección transversal x(t). {\displaystyle {\begin{aligned}{\frac {\mathrm {d} v}{\mathrm {d} t}}&={\frac {\mathrm {d} v}{\mathrm {d} x}}{\frac {\mathrm {d} x}{\mathrm {d} t}}\\&={\frac {\mathrm {d} v}{\mathrm {d} x}}v\\&={\frac {\mathrm {d} }{\mathrm {d} x}}\left({\frac {v^{2}}{2}}\right).\end{aligned}}} Con densidad ρ constante, la ecuación de movimiento se puede escribir como {\displaystyle {\frac {\mathrm {d} }{\mathrm {d} x}}\left(\rho {\frac {v^{2}}{2}}+p\right)=0} mediante la integración con respecto a x {\displaystyle {\frac {v^{2}}{2}}+{\frac {p}{\rho }}=C} donde C es una constante, a veces llamada la constante de Bernoulli. No es una constante universal , sino una constante de un sistema de fluido particular. La deducción es: donde la velocidad es grande, la presión es baja y viceversa. En la derivación anterior no se invoca ningún principio externo de trabajo-energía. Más bien, el principio de Bernoulli se derivó de una simple manipulación de la segunda ley de Newton. Derivación mediante el uso de la conservación de la energía Otra forma de derivar el principio de Bernoulli para un flujo incompresible es mediante la aplicación de la conservación de la energía.[16]: 40–6 to 40–9, §40–3 En la forma del teorema de la energía de trabajo , declarando que[17] el cambio en la energía cinética E kin del sistema es igual al trabajo neto W realizado en el sistema; {\displaystyle W=\Delta E_{\text{kin}}.} Por lo tanto, El trabajo realizado por las fuerzas en el fluido es igual al aumento de la energía cinética. El sistema consiste en el volumen de fluido, inicialmente entre las secciones transversales A1 and A2. En el intervalo de tiempo Δt los elementos del fluido inicialmente en la sección transversal de entrada A1 se mueven en la distancia s1 = v1 Δt, mientras que en la sección transversal de salida el líquido se aleja de la sección transversal A2 en la distancia s2 = v2 Δt. Los volúmenes de fluido desplazados en la entrada y la salida son, respectivamente A1s1 and A2s2. Las masas de fluido desplazadas asociadas son, cuando ρ es la densidad de masa del fluido, igual a la densidad por volumen, por lo que ρA1s1 and ρA2s2. Por conservación de masas, estas dos masas desplazadas en el intervalo de tiempo Δt tienen que ser iguales, y esta masa desplazada se denota por Δm: {\displaystyle {\begin{aligned}\rho A_{1}s_{1}&=\rho A_{1}v_{1}\Delta t=\Delta m,\\\rho A_{2}s_{2}&=\rho A_{2}v_{2}\Delta t=\Delta m.\end{aligned}}} El trabajo realizado por las fuerzas consta de dos partes: - El trabajo realizado por la presión que actúa sobre las áreas A1 and A2 {\displaystyle W_{\text{presión}}=F_{1,{\text{presión}}}s_{1}-F_{2,{\text{presión}}}s_{2}=p_{1}A_{1}s_{1}-p_{2}A_{2}s_{2}=\Delta m{\frac {p_{1}}{\rho }}-\Delta m{\frac {p_{2}}{\rho }}.} - El trabajo realizado por la gravedad: la energía potencial gravitatoria en el volumen A1s1 se pierde, y en el flujo de salida en el volumen A2s2 se gana. Entonces, el cambio en la energía potencial gravitacional ΔEpot,gravity en el intervalo de tiempo Δt es {\displaystyle \Delta E_{\text{pot,gravedad}}=\Delta m\,gz_{2}-\Delta m\,gz_{1}.} Ahora, el trabajo por la fuerza de la gravedad es opuesto al cambio en la energía potencial, Wgravity = −ΔEpot,gravity: mientras que la fuerza de la gravedad está en la dirección z negativa, la fuerza de la gravedad de la obra trabaja en la elevación será negativo para un cambio de elevación positivo Δz = z2 − z1, mientras que el cambio de energía potencial correspondiente es positivo.[18]: 14–4, §14–3 Entonces: {\displaystyle W_{\text{gravedad}}=-\Delta E_{\text{pot,gravedad}}=\Delta m\,gz_{1}-\Delta m\,gz_{2}.} Y por lo tanto, el trabajo total realizado en este intervalo de tiempo Δt es {\displaystyle W=W_{\text{presión}}+W_{\text{gravedad}}.} El incremento de energía cinética es {\displaystyle \Delta E_{\text{kin}}={\tfrac {1}{2}}\Delta m\,v_{2}^{2}-{\tfrac {1}{2}}\Delta m\,v_{1}^{2}.} Al juntarlos, el teorema de energía cinética de trabajo W = ΔEkin da:[16] {\displaystyle \Delta m{\frac {p_{1}}{\rho }}-\Delta m{\frac {p_{2}}{\rho }}+\Delta m\,gz_{1}-\Delta m\,gz_{2}={\tfrac {1}{2}}\Delta m\,v_{2}^{2}-{\tfrac {1}{2}}\Delta m\,v_{1}^{2}} o bien {\displaystyle {\tfrac {1}{2}}\Delta m\,v_{1}^{2}+\Delta m\,gz_{1}+\Delta m{\frac {p_{1}}{\rho }}={\tfrac {1}{2}}\Delta m\,v_{2}^{2}+\Delta m\,gz_{2}+\Delta m{\frac {p_{2}}{\rho }}.} Después de dividir por la masa Δm = ρA1v1 Δt = ρA2v2 Δt el resultado es:[16] {\displaystyle {\tfrac {1}{2}}v_{1}^{2}+gz_{1}+{\frac {p_{1}}{\rho }}={\tfrac {1}{2}}v_{2}^{2}+gz_{2}+{\frac {p_{2}}{\rho }}} o, como se indica en el primer párrafo: {\displaystyle {\frac {v^{2}}{2}}+gz+{\frac {p}{\rho }}=C} (Ecn. 1), la cual es también la ecuación (A) La división por g produce la siguiente ecuación. Tenga en cuenta que cada término se puede describir en la dimensión de la longitud (como metros). Esta es la ecuación de la altura derivada del principio de Bernoulli: {\displaystyle {\frac {v^{2}}{2g}}+z+{\frac {p}{\rho g}}=C} (Ecn. 2a) El término medio, z, representa la energía potencial del fluido debido a su elevación con respecto a un plano de referencia. Ahora, z se llama cabeza de elevación y se le da la designación de zelevación. Una masa en caída libre desde una elevación z > 0, o en el vacío alcanzará una velocidad {\displaystyle v={\sqrt {{2g}{z}}},} al llegar a la elevación z = 0. O cuando lo reorganizamos como una cabeza: {\displaystyle h_{v}={\frac {v^{2}}{2g}}} El término v2g se llama la velocidad de la cabeza , expresada como una medición de longitud. Representa la energía interna del fluido debido a su movimiento. The presión hidrostática p se define como {\displaystyle p=p_{0}-\rho gz,} con p0 como presión de referencia, o cuando la reorganizamos como una cabeza: {\displaystyle \psi ={\frac {p}{\rho g}}.} El término pρg también se denomina presión de cabeza, expresado como una medida de longitud. Representa la energía interna del fluido debido a la presión ejercida sobre el recipiente. Cuando combinamos el cabezal debido a la velocidad de flujo y el cabezal debido a la presión estática con la elevación sobre un plano de referencia obtenemos una relación simple, útil para fluidos incompresibles utilizando el cabezal de velocidad, el cabezal de elevación y el cabezal de presión. {\displaystyle h_{v}+z_{\text{elevación}}+\psi =C} (Eqcn. 2b) Si se multiplica la Eqcn. 1 por la densidad del fluido, obtendríamos una ecuación con tres términos de presión: {\displaystyle {\frac {\rho v^{2}}{2}}+\rho gz+p=C} (Eqcn. 3) Se observa que la presión del sistema es constante en esta forma de la ecuación de Bernoulli. Si la presión estática del sistema, el término más a la derecha, aumenta, y si la presión debida a la elevación, el término medio, es constante, se deduce que la presión dinámica, el término de la izquierda, tiene que haber disminuido. En otras palabras, si la velocidad de un fluido disminuye y no se debe a una diferencia de elevación, se sabe que se debe a un aumento en la presión estática que está resistiendo el flujo. Las tres ecuaciones son versiones simplificadas del balance de energía en un sistema. |
| Ecuación de Bernoulli para fluidos compresibles. |
| --- |
| La derivación para fluidos compresibles es similar. Nuevamente, la derivación depende de 1) la conservación de la masa y 2) la conservación de la energía. La conservación de masa implica que en la figura anterior, en el intervalo de tiempo Δt, la cantidad de masa que pasa a través del límite definido por el área A1 es igual a la cantidad de masa que pasa hacia afuera a través del límite definido por el áreaA2: {\displaystyle 0=\Delta M_{1}-\Delta M_{2}=\rho _{1}A_{1}v_{1}\,\Delta t-\rho _{2}A_{2}v_{2}\,\Delta t}. La conservación de la energía se aplica de manera similar: se supone que el cambio en la energía del volumen del tubo de corriente limitado por A1 and A2 se debe completamente a la energía que entra o sale por uno u otro de estos dos límites. Claramente, en una situación más complicada, como un flujo de fluido acoplado con radiación, tales condiciones no se cumplen. Sin embargo, suponiendo que este sea el caso y suponiendo que el flujo sea constante, de modo que el cambio neto en la energía sea cero, {\displaystyle 0=\Delta E_{1}-\Delta E_{2}} donde ΔE1 and ΔE2 son la energía que entra a través de A1 y sale a través deA2, respectivamente. La energía que entra a través de la sección A1 es la suma de la entrada la energía cinética, la energía que entra en la forma de energía potencial gravitatoria del fluido, la energía interna termodinámico del fluido por unidad de masa (ε1) que entra, y la energía que entra en el Forma de trabajo p dV: {\displaystyle \Delta E_{1}=\left({\tfrac {1}{2}}\rho _{1}v_{1}^{2}+\Psi _{1}\rho _{1}+\epsilon _{1}\rho _{1}+p_{1}\right)A_{1}v_{1}\,\Delta t} donde Ψ = gz es la energía potencial debida a la gravedad, g es la aceleración debida a la gravedad, y z es la elevación sobre un plano de referencia. Una expresión similar para ΔE2 se puede construir fácilmente. Así que ahora configurando 0 = ΔE1 − ΔE2: {\displaystyle 0=\left({\tfrac {1}{2}}\rho _{1}v_{1}^{2}+\Psi _{1}\rho _{1}+\epsilon _{1}\rho _{1}+p_{1}\right)A_{1}v_{1}\,\Delta t-\left({\tfrac {1}{2}}\rho _{2}v_{2}^{2}+\Psi _{2}\rho _{2}+\epsilon _{2}\rho _{2}+p_{2}\right)A_{2}v_{2}\,\Delta t} la cual se puede escribir como {\displaystyle 0=\left({\tfrac {1}{2}}v_{1}^{2}+\Psi _{1}+\epsilon _{1}+{\frac {p_{1}}{\rho _{1}}}\right)\rho _{1}A_{1}v_{1}\,\Delta t-\left({\tfrac {1}{2}}v_{2}^{2}+\Psi _{2}+\epsilon _{2}+{\frac {p_{2}}{\rho _{2}}}\right)\rho _{2}A_{2}v_{2}\,\Delta t} Ahora, utilizando el resultado obtenido previamente de la conservación de la masa, esto puede simplificarse para obtener {\displaystyle {\tfrac {1}{2}}v^{2}+\Psi +\epsilon +{\frac {p}{\rho }}={\text{constante}}\equiv b} que es la ecuación de Bernoulli para el flujo compresible. Se puede escribir una expresión equivalente en términos de entalpía fluida (h): {\displaystyle {\tfrac {1}{2}}v^{2}+\Psi +h={\text{constante}}\equiv b} |

## Aplicaciones del principio de Bernoulli

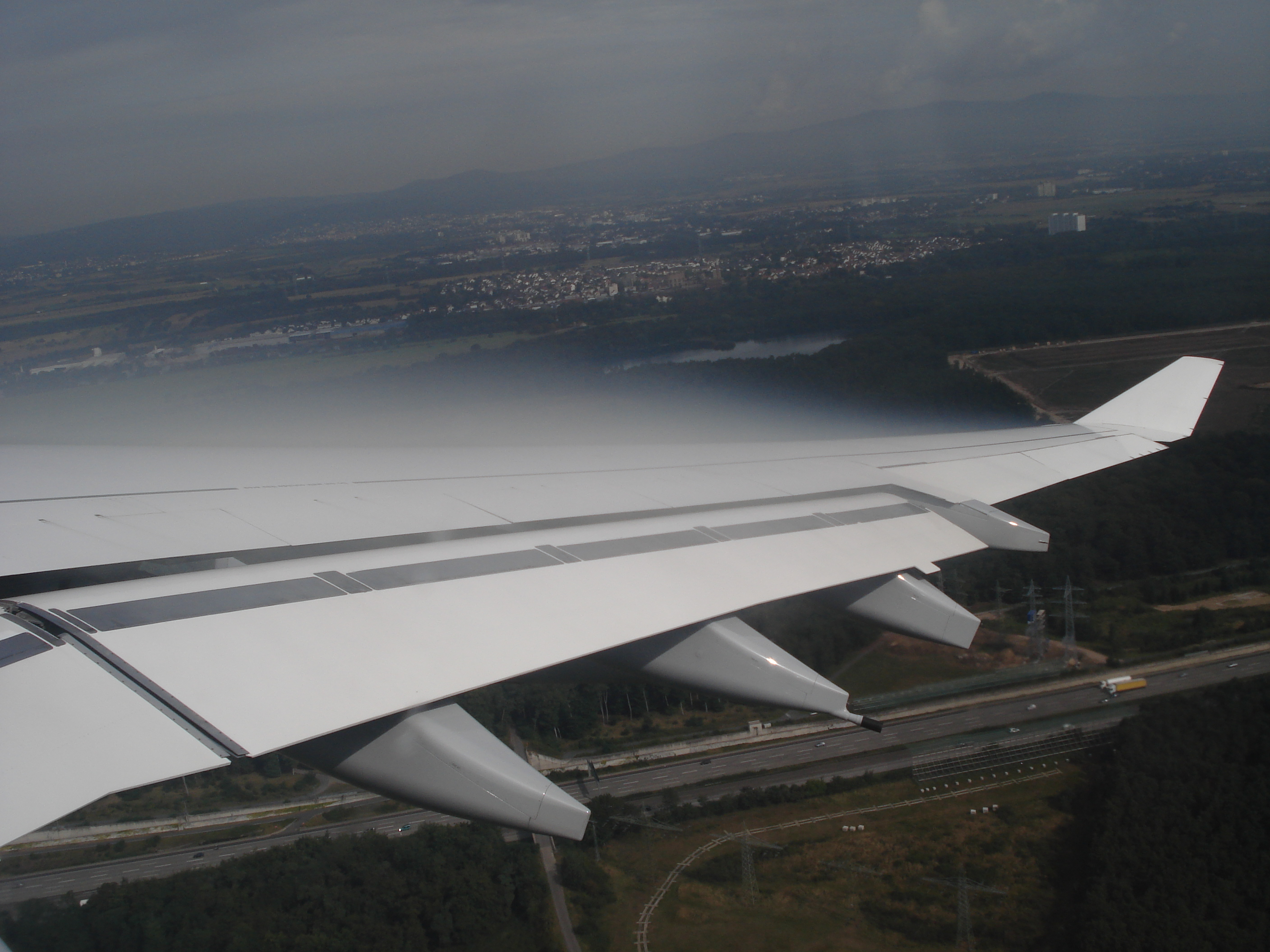
Condensación visible sobre la superficie superior de un ala Airbus A340 causada por la caída de la temperatura que acompaña a la caída de la presión

En la vida cotidiana moderna, hay muchas observaciones que pueden explicarse con éxito mediante la aplicación del principio de Bernoulli, aunque ningún fluido real es totalmente no viscoso, una pequeña viscosidad puede tener un gran efecto en el flujo.
Aviación y vehículos de alta velocidad
El principio de Bernoulli se puede utilizar para calcular la fuerza de sustentación en un perfil aerodinámico si se conoce el comportamiento del flujo de fluido cerca de la lámina. Por ejemplo, si el aire que fluye justo por encima de la superficie superior de un ala de un avión se mueve más rápido que el aire que fluye justo por debajo de la superficie inferior, entonces el principio de Bernoulli implica que la presión en la superficie superior (extradós alar) será más baja que en la superficie inferior (intradós alar), esta diferencia de presiones da como resultado una fuerza vectorial vertical denominada “sustentación”. [d] Siempre que se conoce la distribución de la velocidad más allá de las superficies superior e inferior de un ala, se pueden calcular las fuerzas de sustentación (en una buena aproximación) utilizando las ecuaciones de Bernoulli establecidas por él mismo un siglo antes de que las primeras alas hechas por el hombre se usaran para volar. El principio de Bernoulli no explica por qué el aire fluye más rápido por la parte superior del ala y más lento por la parte inferior. Vea el artículo sobre la sustentación aerodinámica para más información.
Chimenea
Las chimeneas son altas para aprovechar que la velocidad del viento es más constante y elevada a mayores alturas. Cuanto más rápidamente sopla el viento sobre la boca de una chimenea, más baja es la presión y mayor es la diferencia de presión entre la base y la boca de la chimenea, en consecuencia, los gases de combustión se extraen mejor.
Tubería
La tasa máxima de drenaje posible para un tanque con un orificio o grifo en la base se puede calcular directamente a partir de la ecuación de Bernoulli, y se encuentra que es proporcional a la raíz cuadrada de la altura del fluido en el tanque. Esta es la ley de Torricelli, que muestra que la ley de Torricelli es compatible con el principio de Bernoulli. La viscosidad reduce esta tasa de drenaje. Esto se refleja en el coeficiente de descarga, que es una función del número de Reynolds y la forma del orificio.
Natación
La aplicación dentro de este deporte se ve reflejado directamente cuando las manos del nadador cortan el agua generando una menor presión y mayor propulsión.
Carburador de automóvil
En un carburador de automóvil, la presión del aire que pasa a través del cuerpo del carburador disminuye cuando pasa por un estrangulamiento. Al disminuir la presión, la gasolina fluye, se vaporiza y se mezcla con la corriente de aire.
Dispositivos de Venturi
En oxigenoterapia, la mayor parte de sistemas de suministro de alto consumo utilizan dispositivos de tipo Venturi, el cual está basado en el principio de Bernoulli.
Sistema pitot-estático en aviación
El tubo de pitot y el puerto estático de una aeronave se utilizan para determinar la velocidad aérea de la aeronave. Estos dos dispositivos están conectados al indicador de velocidad del aire , que determina la presión dinámica del flujo de aire que pasa por la aeronave. La presión dinámica es la diferencia entre la presión de estancamiento y la presión estática . El principio de Bernoulli se utiliza para calibrar el indicador de velocidad del aire de modo que muestre la velocidad indicada según la presión dinámica.: § 3.8 

## Malentendidos sobre la generación de sustentación
Se pueden encontrar muchas explicaciones para la generación de sustentación (en las aspas aerodinámicas , las palas de la hélice , etc.); Algunas de estas explicaciones pueden ser engañosas, y algunas son falsas. Ha habido un debate sobre si el mejor modo de presentar la elevación o sustentación a los estudiantes que utilizan el principio de Bernoulli o las leyes de movimiento de Newton. Los escritos modernos coinciden en que tanto el principio de Bernoulli como las leyes de Newton son relevantes y se pueden usar para describir correctamente la elevación.
Varias de estas explicaciones utilizan el principio de Bernoulli para conectar la cinemática del flujo a las presiones inducidas por el flujo. En casos de explicaciones incorrectas (o parcialmente correctas) que se basan en el principio de Bernoulli , los errores generalmente ocurren en los supuestos sobre la cinemática de flujo y cómo se producen. No es el principio de Bernoulli lo que se cuestiona porque este principio está bien establecido (el flujo de aire sobre el ala es más rápido, la pregunta es por qué es más rápido).: Section 3.5 and 5.1 : §17–§29 

## Aplicaciones erróneas del principio de Bernoulli en demostraciones comunes en el aula
Hay varias demostraciones comunes en el aula que a veces se explican incorrectamente utilizando el principio de Bernoulli. Uno consiste en sostener un pedazo de papel horizontalmente para que caiga hacia abajo y luego soplar sobre su parte superior. Cuando el demostrador sopla sobre el papel, el papel se eleva. Luego se afirma que esto se debe a que "el aire en movimiento más rápido tiene una presión más baja".
Un problema con esta explicación se puede ver soplando a lo largo de la parte inferior del papel: si la desviación se debiera simplemente al aire en movimiento más rápido, se podría esperar que el papel se desvíe hacia abajo, pero el papel se desvía hacia arriba, independientemente de si el aire en movimiento es más rápido arriba o abajo. Otro problema es que cuando el aire sale de la boca del demostrador tiene la misma presión que el aire circundante; el aire no tiene menor presión simplemente porque se está moviendo; en la demostración, la presión estática del aire que sale de la boca del demostrador es igual a la presión del aire circundante. Un tercer problema es que es falso hacer una conexión entre el flujo en los dos lados del papel utilizando la ecuación de Bernoulli, ya que el aire arriba y abajo son campos de flujo diferentes y el principio de Bernoulli solo se aplica dentro de un campo de flujo.
Como la redacción del principio puede cambiar sus implicaciones, es importante que se establezca correctamente. Lo que realmente dice el principio de Bernoulli es que dentro de un flujo de energía constante, cuando el fluido fluye a través de una región de presión más baja, se acelera y viceversa. Por lo tanto, el principio de Bernoulli se refiere a cambios en la velocidad y cambios en la presión dentro de un campo de flujo. No se puede utilizar para comparar diferentes campos de flujo.
Una explicación correcta de por qué sube el papel observaría que la pluma sigue la curva del papel y que una línea de corriente curva desarrollará un gradiente de presión perpendicular a la dirección del flujo, con la presión más baja en el interior de la curva. El principio de Bernoulli predice que la disminución de la presión está asociada con un aumento de la velocidad, es decir, que cuando el aire pasa sobre el papel, se acelera y se mueve más rápido de lo que se movía cuando se fue La boca del manifestante. Pero esto no se desprende de la demostración.
Otras demostraciones comunes en el aula, como soplar entre dos esferas suspendidas, inflar una bolsa grande o suspender una bola en una corriente de aire a veces se explican de manera igualmente engañosa al decir "el aire que se mueve más rápido tiene una presión más baja".